# Stygnomma batatalense
Espèce
Stygnomma batatalense est une espèce d'opilions laniatores de la famille des Stygnommatidae.

## Distribution
Cette espèce est endémique de l'État de Trujillo au Venezuela. Elle se rencontre vers Boconó.

## Description
Le mâle holotype mesure 6,30 mm et la femelle paratype 5,40 mm.

## Systématique et taxinomie
Cette espèce a été décrite par González-Sponga en 2005.

## Étymologie
Son nom d'espèce, composé de batatal et du suffixe latin -ense, « qui vit dans, qui habite », lui a été donné en référence au lieu de sa découverte, Batatal.

## Publication originale
- (en) González-Sponga, « Venezuelan Arachnida. Six new species of the genus Stygnomma (Opiliones: Laniatores: Stygnommatidae) », Acta Biologica Venezuelica, vol. 22, nos 3-4,‎ 2005, p. 13-35